# Klara Dan von Neumann
Klara Dan von Neumann (Budapest, 18 agosto 1911 – San Diego, 10 novembre 1963) è stata un'informatica ungherese naturalizzata statunitense, nota come una delle prime programmatrici informatiche.

## Biografia
Nacque a Budapest, all'epoca parte dell'Impero austro-ungarico, da Károly Dán e Kamilla Stadler, una ricca coppia ebraica. In gioventù divenne campionessa nazionale di pattinaggio in figura. Si diplomò al Ginnasio Veres Páln di Budapest nel 1929.
Dopo due matrimoni falliti, nel 1938 sposò il matematico John von Neumann, immigrando poi negli Stati Uniti, dove lui tenne un corso all'Università di Princeton, ove lei lavorava al Centro di ricerche demografiche (Office of Population Research), anche mentre il marito era impegnato con i calcoli necessari per il Manhattan Project.
Finita la guerra si unì a John nello sviluppo del MANIAC I e poi dell'ENIAC, col quale realizzò la prima previsione del meteo ottenuta tramite elaboratore. Fu una delle programmatrici più importanti dell'ENIAC, sviluppandone anche varie interfacce di controllo.
Dopo la morte del matematico sposa, nel 1958, il fisico Carl Eckart. Nel 1963 muore annegata in spiaggia, in una morte ritenuta dal coroner un caso di suicidio.